# Magdalena Proczek
Magdalena Proczek (ur. 1971) – polska naukowiec, doktor habilitowany nauk ekonomicznych specjalizująca się w ekonomii. Profesor nadzwyczajny Szkoły Głównej Handlowej w Warszawie, pracownik Kolegium Ekonomiczno-Społecznego SGH, Katedry Unii Europejskiej im. Jeana Monneta oraz Centrum Doskonałości Jeana Monneta.

## Życiorys
W 1995 roku ukończyła studia magisterskie na Wydziale Handlu Zagranicznego SGH (SGPiS) na kierunku Polityka Handlu Zagranicznego. Pracę doktorską pt. Pozycja ekonomiczna Niemiec we Wspólnotach Europejskich napisała pod kierunkiem prof. dr hab. Krystyny Michałowskiej-Gorywody i obroniła ją w 2004 roku. Pracę habilitacyjną pt. Międzyrządowe organizacje międzynarodowe – finansowanie działalności. Przykład ONZ i MFW obroniła w 2015 roku.

## Działalność naukowa i pozanaukowa
Magdalena Proczek jest pracownikiem naukowo-dydaktycznym SGH i innych uczelni ekonomicznych oraz Krajowej Szkoły Administracji Publicznej. Jest członkiem PECSA, PTE, Europejskiego Forum Studentów AEGEE w SGH. Jest promotorem ponad 170 prac dyplomowych.
Współpracowała m.in. z Bankiem Światowym, UNDP, UNHCR, Amnesty International, Fundacją R. Schumana, Ambasadą Stanów Zjednoczonych, KSAP, NBP, ministerstwem Finansów, Instytutem Podstawowych Problemów Techniki PAN.

## Nagrody i odznaczenia
Proczek otrzymała następujące nagrody:
- Nagroda zespołowa I stopnia Rektora SGH za działalność dydaktyczną – 2002 r.
- Nagroda zespołowa Ministra Edukacji Narodowej i Sportu – 2004 r.
- Nagroda zespołowa I stopnia Rektora SGH za działalność naukową – 2004 r.
- Nagroda indywidualna II stopnia Rektora SGH za pracę doktorską w 2005 r.
- Nagroda zespołowa I stopnia Rektora SGH za działalność dydaktyczną – 2008 r.
- Nagroda zespołowa I stopnia Rektora SGH za działalność dydaktyczną – 2014 r.
- Nagroda zespołowa I stopnia Rektora SGH za działalność dydaktyczną – 2015 r.
- Nagroda indywidualna I stopnia Rektora SGH za działalność naukową – 2015 r.